# پگی مک‌کارتی
پگی مک‌کارتی (انگلیسی: Peggy McCarthy؛ زادهٔ march ۱, ۱۹۵۶ (۶۹ سال)) ورزشکار روئینگ اهل ایالات متحده آمریکا است.
وی در مسابقات کشوری و بین‌المللی در مجموع برندهٔ ۱ مدال برنز شده‌است.